# Здравоохранение России
«Здравоохранение России» — отраслевой информационно-аналитический журнал ИД «ЕвроМедиа». Издается с 2012 года. Издание специализируется на медицинской тематике. Редакции журнала находятся в Ростове-на-Дону, Москве, Санкт-Петербурге, Казани. По состоянию на 2020 год издание выходило тиражом 10 тыс. экз. Средний объем одного номера журнала по состоянию на 2019 год — около 700 страниц. Ежегодный номер журнала, приуроченный ко Дню медработника, выходит в формате альманаха.
Издание включено в Книгу рекордов России как самый объемный журнал по медицинской тематике.

## Рубрики
Издание имеет постоянные рубрики «Актуально», «Здоровый образ жизни», «Лучшие в профессии», «Портрет региона», «Рейтинги». В рубрике «Здоровый образ жизни» публикуются, в том числе, статьи о профилактике распространенных заболеваний. В частности, издание публиковало статьи о профилактике аритмии сердца и миокардита. В рубрике «Лучшие в профессии» издание публикует очерки и интервью с медиками и учеными, чьи заслуги признаны медицинским сообществом. В рубрике «Портрет региона» авторы издания рассказывают о ситуации в медицинской отрасли в отдельных регионах и районах.
С 2013 года журнал печатает собственные рейтинги медицинских учреждений и университетов. В 2017—2019 годах опубликованы, в том числе, рейтинги крупнейших медицинских вузов РФ, крупнейших клинико-диагностических лабораторий, фармкомпаний, частных стоматологических клиник. Итоги рейтингов становятся информационными поводами для других СМИ. Авторы журнала выступили экспертами в статье русской службы BBC о месте российского здравоохранения во всемирном рейтинге благосостояния стран мира фонда Legatum.
1. ↑  Медиакит ИД «ЕвроМедиа» на 2020 год Архивная копия от 29 сентября 2020 на Wayback Machine. — С. 29.
2. ↑  «Здравоохранение России»: более 700 страниц о людях в белых халатах. 1rnd.ru - Сайт города Ростова-на-Дону. Дата обращения: 7 сентября 2020. Архивировано 17 июня 2021 года.
3. ↑  Ростовский журнал попал в Книгу рекордов России. Бизнес-газета (29 июня 2016)
4. ↑  Официальный отзыв на публикацию в журнале «Здравоохранение России» на сайте Башкирского государственного медицинского университета. Дата обращения: 7 сентября 2020. Архивировано 20 декабря 2018 года.
5. ↑  КГМУ вошёл в десятку ТОП-50 крупнейших медицинских вузов России. Курская правда (22 ноября 2018)
6. ↑  На 90 месте по здоровью. Россияне живут дольше, но болеют по-прежнему много. BBC News Русская служба. 30 ноября 2018. Архивировано 18 января 2019. Дата обращения: 7 сентября 2020.